# Aero A-10
L'Aero A-10 era un monomotore biplano di linea sviluppato dall'allora azienda cecoslovacca Aero Letňany nei primi anni venti del XX secolo.
Impiegato dalla Československé Státní Aerolinie (ČSA), la compagnia di bandiera della neocostituita Prima Repubblica cecoslovacca, fu il primo progetto per un velivolo destinato al mercato dell'aviazione civile realizzato dall'azienda cecoslovacca.

## Storia del progetto
Nei primi anni venti la Československá letecká akciová společnost (ČsLAS), una delle prime compagnie aeree nazionali fondata nel 1921 nell'allora Prima Repubblica cecoslovacca, emise una richiesta per la fornitura di un nuovo e più specialistico velivolo da utilizzare sulla rotta Praga-Dresda ed in grado di sostenere il traffico nella preventivata estensione della rotta anche a Berlino. Il velivolo doveva essere in grado di trasportare, in una confortevole cabina chiusa, quattro passeggeri con un'adeguata autonomia.
Per soddisfare queste esigenze la Aero avviò lo sviluppo di un modello attingendo alla tecnologia della ex tedesco imperiale Hansa-Brandenburg acquisita dall'esperienza maturata dalla austro-ungarica Phönix Flugzeugwerke per costruire i suoi modelli su licenza durante la prima guerra mondiale. La ČsLAS ebbe breve vita e già nel 1923 fu costretta a dichiarare fallimento, tuttavia la Aero continuò ugualmente lo sviluppo del velivolo in quanto il Ministero dei lavori pubblici dell'allora governo cecoslovacco decise di creare la prima compagnia di bandiera, la Československé Státní Aerolinie (ČSA), subentrando sulle rotte commerciali operate precedentemente. L'esigenza di possedere una flotta adeguata al servizio permise alla Aero di terminare lo sviluppo del nuovo modello al quale venne assegnata la designazione A-10.

### Sviluppo
L'A-10, realizzato con struttura in legno ricoperta da tela trattata, riproponeva l'impostazione classica, monomotore biplano con carrello fisso, dei modelli militari a cui si ispirava, ed integrava una cabina passeggeri chiusa ricavata nella fusoliera dotata di quattro posti a sedere. Il prototipo venne portato in volo per la prima volta il 3 gennaio 1922.

## Impiego operativo
L'A-10 venne impiegato unicamente dalla compagnia aerea cecoslovacca ČSA dal 1923 al 1928 sulla rotta Praga-Bratislava.

## Utilizzatori
Cecoslovacchia
- Československé Státní Aerolinie

## Esemplari attualmente esistenti

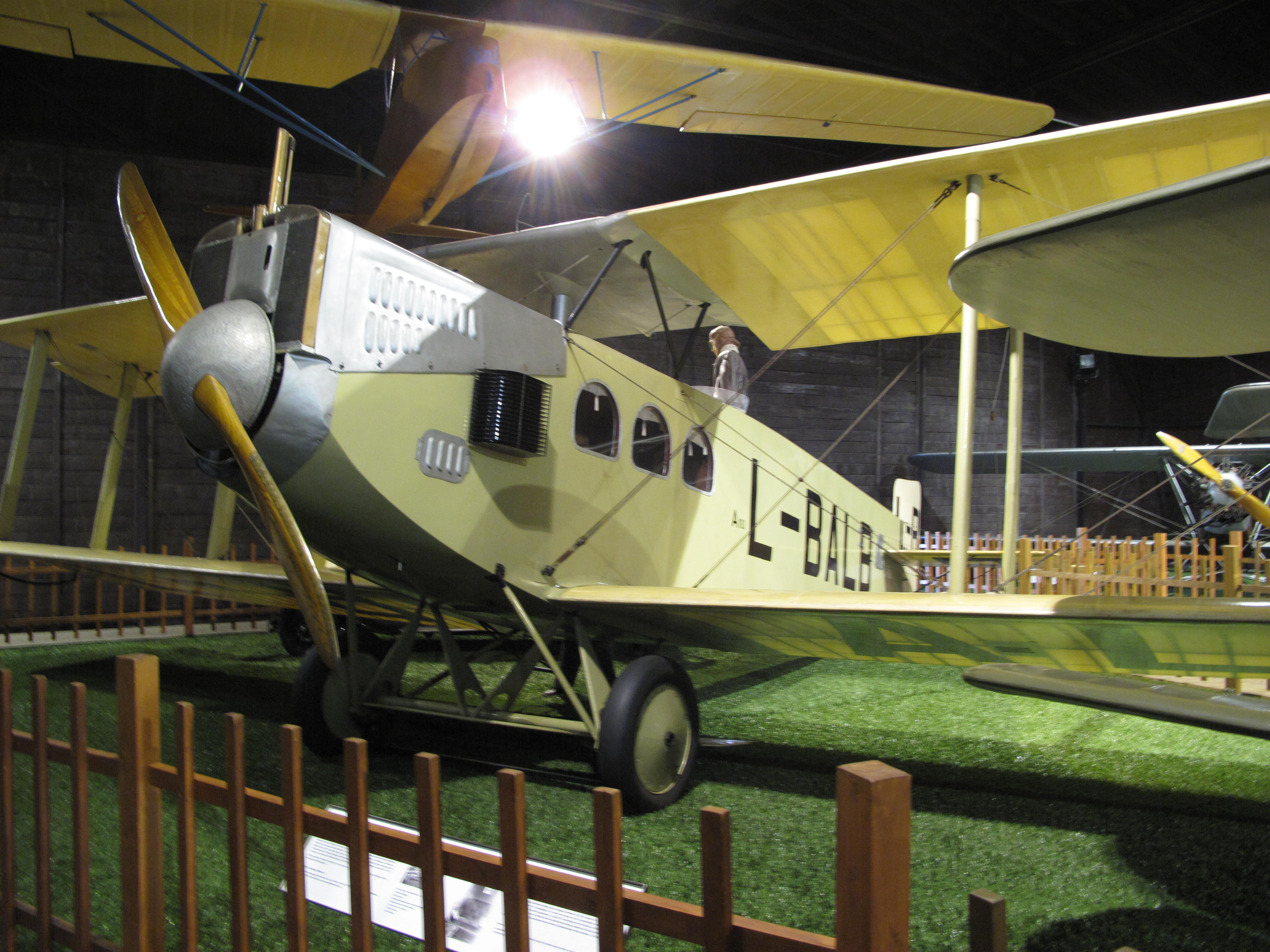
L'A-10 marche L-BALB esposto al Letecké Muzeum Kbely.

L'A-10 marche L-BALB è parte della collezione di velivoli esposti al pubblico del Letecké Muzeum Kbely, ovvero il Museo nazionale dell'aviazione di Praga.